# Municipio de Sandy Ridge
El municipio de Sandy Ridge (en inglés: Sandy Ridge Township) es un municipio ubicado en el  condado de Union en el estado estadounidense de Carolina del Norte. En el año 2010 tenía una población de 45.672 habitantes.

## Geografía
El municipio de Sandy Ridge se encuentra ubicado en las coordenadas 35°0′0.54″N 80°41′57.25″O / 35.0001500, -80.6992361.